# Макаренко, Фёдор Алексеевич
Фёдор Алексе́евич Мака́ренко (1906—1984) — советский гидрогеолог, доктор геолого-минералогических наук (1954), член-корреспондент Итальянской ассоциации геотермальной гидротехники.

## Биография
Родился 24 сентября (7 октября) 1906 года на Старо-Грозненских нефтепромыслах, Терская область (у города Грозный) в семье рабочего нефтяника, позже машиниста депо станции Грозный.
С 1922 года работал слесарем на нефтепромыслах.
В 1924—1926 годах был на комсомольской работе в обкоме КСМ. Студент Грозрабфака (1925—1927).
В 1927 году был командирован на обучение в Ленинградский горный институт, окончил его (факультативно) в 1931 году по геолого-разведочному факультету, получил специальность геолог и гидрогеолог. Был одним из организаторов (с 1929 года) гидрогеологической специальности в Горном институте. Габотал в экспедициях Геолкома в Туркмении.
В 1932—1934 годах был деканом гидрогеологического отделения и преподавателем в Горном институте.
С 1933 года работал в Геологическом институте АН СССР (ГИН) в Ленинграде, с 1935 года в Москве. Учёный секретарь ГИН АН СССР (1935—1936).
В 1940 году защитил кандидатскую диссертацию.
Во время войны работал в Спецгео в Казахстане, по борьбе с рудничными водами.
В 1944—1962 годах работал в Лаборатории гидрогеологических проблем АН СССР (руководил 1957—1962).
В 1954 году защитил докторскую диссертацию по теме «Углекислые термы Пятигорска в системе Кавказских минеральных вод».
В 1961—1972 годах заведовал лабораторией геотермии и гидрохимии глубинных зон ГИН АН СССР.
Изучал происхождение, геохимию и ресурсы минеральных вод крупнейших курортов СССР, круговорот вод, ресурсы и режим подземных вод. В 1968 году выдвигался в члены-корреспонденты АН СССР, но не прошёл. В августе 1968 года принял участие в 23 сессии Международного геологического конгресса в городе Прага, во время ввода войск в Чехословакию (1968).
В 1979 году вышел на пенсию, до 1980 года работал в ГИН АН СССР консультантом.
Скончался 18 февраля 1984 года в Москве.

### Семья
Жена — Мерзленко, Ксения Михайловна (род. 1908) — минералог.
Дочери:
- Новелла — сотрудник МГУ.
- Галина (род. 1936) — сотрудник МГУ.

## Членство в организациях
- 1932 — ВКП(б)/КПСС
- Член-корреспондент Итальянской ассоциации геотермальной гидротехники.

## Награды и премии
- 1945 — Орден «Знак Почёта»
- 1946 — Медаль «За доблестный труд в Великой Отечественной войне 1941—1945 гг.»
- 1948 — Медаль «В память 800-летия Москвы»
- 1953 — Орден «Знак Почёта»
- 1970 — Медаль «В ознаменование 100-летия со дня рождения Владимира Ильича Ленина»
- 1976 — Юбилейная медаль «Тридцать лет Победы в Великой Отечественной войне 1941—1945 гг.»